# East Fish Studio
East Fish Studio Inc. (яп. 株式会社イーストフィッシュスタジオ, Kabushiki-gaisha Īsuto Fisshu Sutajio) — японська анімаційна студія, що базується в Шибуї, Токіо, заснована у 2017 році.

## Праці

### Телесеріали
| Назва                                                           | Режисер(и)      | Початок випуску | Кінець випуску | Еп. | Нотатки                            | Прм.  |
| --------------------------------------------------------------- | --------------- | --------------- | -------------- | --- | ---------------------------------- | ----- |
| A Condition Called Love                                         | Томое Макіно    | 4 квітня 2024   | 20 червня 2024 | 12  | За мотивами манґи Меґумі Моріно.   | [ 1 ] |
| Tōhai                                                           | Дзюн Хаторі     | 5 жовтня 2024   | TBA            | TBA | За мотивами манґи Кодзі Сінасаки.  | [ 2 ] |
| The Daily Life of a Middle-Aged Online Shopper in Another World | Йошіхіде Юдзумі | 9 січня 2025    | TBA            | TBA | За мотивами ранобе Хіфумі Асакури. | [ 3 ] |

### OVA
| Назва                       | Режисер(и) | Дата випуску      | Час       | Нотатки                                                  | Прм.  |
| --------------------------- | ---------- | ----------------- | --------- | -------------------------------------------------------- | ----- |
| Fragtime                    | Такуя Сато | 22 листопада 2019 | 60 хвилин | За мотивами манґи Сато. Спільне виробництво Tear Studio. | [ 4 ] |
| Mirage Queen Prefers Circus | Саорі Ден  | 17 червня 2022    | 60 хвилин | За мотивами серії романів Каору Хаяміне.                 | [ 5 ] |

### Фільми
| Назва                        | Режисер(и)     | Дата випуску   | Час       | Нотатки | Прм.  |
| ---------------------------- | -------------- | -------------- | --------- | --- | ----- |
| Ten Count                    | Со Тояма       | Скасовано      | Скасовано | За мотивами манґи Ріхіто Такарая. Спільне виробництво SynergySP. Запланований до випуску у 2023 році, але скасований через виробничі проблеми. | [ 6 ] |
| Kaitō Queen no Yūga na Kyūka | Сігетака Ікеда | 23 травня 2025 | TBA       | ПродовженняMirage Queen Prefers Circus. | [ 7 ] |